# Gonomyia thambaroo
Gonomyia thambaroo är en tvåvingeart som beskrevs av Günther Theischinger 1994. Gonomyia thambaroo ingår i släktet Gonomyia och familjen småharkrankar. Inga underarter finns listade i Catalogue of Life.